# Initiative populaire « Solution du délai pour l'avortement »
L'initiative populaire « Solution du délai pour l'avortement » est une initiative populaire suisse, rejetée par le peuple et les cantons le 25 septembre 1977.

## Contenu
L'initiative demande d'ajouter un article 34novies à la Constitution fédérale spécifiant que l'avortement est autorisé dans les 12 premières semaines de la grossesse s'il est pratiqué par un médecin et avec le consentement de la femme.
Le texte complet de l'initiative peut être consulté sur le site de la Chancellerie fédérale.

## Déroulement

### Contexte historique
En Suisse, l'avortement est interdit et considéré alors comme un délit selon les articles 118 à 121 du code pénal. Ces articles avant d'entrer en vigueur au 1er janvier 1942, ont fait l'objet de nombreuses divergences et sont le fruit d'après négociations ; en particulier, l'unique exception « en vue d'écarter un danger impossible à détourner autrement et menaçant la vie de la mère ou menaçant sérieusement sa santé d'une atteinte grave et permanente » est critiquée à la fois comme étant insuffisante et comme étant trop permissive.
Malgré la loi plutôt restrictive, la pratique de l'interruption de grossesse se libéralise peu à peu dans certains cantons. Les disparités entre cantons libéraux et restrictifs deviennent de plus en plus frappantes. Néanmoins, dans les années 1960 on estime entre 20 000 et 50 000 avortements clandestins par an. Cette situation provoque finalement le lancement d'une initiative « concernant la décriminalisation de l'avortement » qui demande la dépénalisation totale pour l'interruption de grossesse.
L'initiative est déposée à la Chancellerie fédérale le 1er décembre 1971. De nombreuses réactions politiques vont alors se produire dans le pays, dont une initiative du canton de Neuchâtel demandant d'abroger les articles du Code pénal sur l'avortement et, à l'inverse, une pétition « Oui à la vie - Non à l'avortement » adressée au gouvernement fédéral avec 180 000 signatures et demandant le maintien et le renforcement de l'interdiction de l'avortement.
En parallèle, le Conseil fédéral confie dès septembre 1971 à une commission d'experts la tâche d'examiner cette question ; incapable de trancher, cette commission rend, en 1974 un rapport présentant plusieurs solutions possibles sans en recommander une en particulier. Le gouvernement présente alors au parlement, comme contre-projet indirect à l'initiative, une proposition de loi adoucissant les peines liées à l'avortement et prévoyant certains cas (médicaux, sociaux, éthiques ou eugéniques) dans lesquels une interruption de grossesse est tolérée.
Les deux chambres du parlement vont, dans les deux années suivantes, s'opposer sur la manière de régler spécifiquement l'interruption non punissable de la grossesse. Alors que le projet de loi fait plusieurs va-et-vient entre le Conseil national et le Conseil des États, cette nouvelle initiative est lancée en faveur de la solution du délai.

### Récolte des signatures et dépôt de l'initiative
La récolte des 50 000 signatures nécessaires a débuté le 24 juin 1975. Le 22 janvier de l'année suivante, l'initiative a été déposée à la chancellerie fédérale qui l'a déclarée valide le 13 février. Une fois son aboutissement officialisé, l'initiative précédente demandant la décriminalisation totale de l'avortement est retirée en faveur de celle-ci.

### Discussions et recommandations des autorités
Le Conseil fédéral recommande le rejet de cette initiative. Dans son message adressé à l'assemblée, le gouvernement rejette la solution du délai, refusant « pendant ce délai à la femme enceinte le droit de disposer du destin de l'enfant [sans exiger] aucun motif objectif pour justifier l'interruption de la grossesse ». De plus, l'initiative ne prévoit que deux conditions pour autoriser l'avortement (autorisation écrite de la femme et intervention pratiquée par un médecin autorisé à exercer), alors que plusieurs autres conditions avaient été mentionnées lors de la proposition précédente (consultation préalable obligatoire, intervention uniquement en milieu hospitalier et uniquement pour des Suissesses ou des femmes vivant en Suisse). Le gouvernement propose cependant, à titre de contre-projet indirect, le projet de loi sur la protection de la grossesse ainsi que le nouveau régime de répression de l'interruption de la grossesse.
De leur côté, les deux chambres du parlement ne parviennent pas à un accord sur une recommandation de vote. L'arrêté fédéral se contente donc de présenter l'initiative à la votation sans recommandation.

### Votation
Soumise à la votation le 25 septembre 1977, l'initiative est refusée par 13 4/2 cantons et 51,7 % des suffrages exprimés. Le tableau ci-dessous détaille les résultats par cantons :

## Effets
Après le refus de cette initiative, les travaux fédéraux concernant la loi sur la protection de la grossesse se poursuivent au parlement. C'est finalement le 24 juin 1977 que cette loi est finalisée ; si elle continue à considérer l'avortement comme un délit, elle prévoit également plusieurs exceptions dans le domaine médical, social, juridique (si la grossesse est le fruit d'un acte contraint) ou en cas de lésions de l'enfant.
Soumise au référendum, cette loi est rejetée en votation publique le 28 mai 1978. Le même sort sera réservé à toutes les tentatives de modifications dont l'initiative populaire « Droit à la vie » refusée le 9 juin 1985, jusqu'à l'acceptation, le 2 juin 2002, d'une modification du code pénal dépénalisant l'interruption de grossesse pendant les 12 premières semaines si la femme enceinte fait valoir un état de détresse ; le même jour, l'initiative populaire « pour la mère et l'enfant - pour la protection de l'enfant à naître et pour l'aide à sa mère dans la détresse » allant exactement dans le sens inverse en demandant le retrait de toutes les dispositions d'exception autorisant l'avortement, est pour sa part refusée.